# Murong Hui
Murong Hui, imię publiczne: Yiluo, chiń. 洛弈 (ur. 269, zm. 333) – wódz klanu Murong od roku 285 aż do śmierci, uważany za właściwego twórcę Wcześniejszego Yan.
Był synem Murong Shigui, który zapewnił mu chińskie wykształcenie, i po śmierci swojego ojca w 283 musiał ukrywać się przed swoim wujem, Murong Shanem, chcącym zagarnąć władzę dla siebie. Dwa lata później Shan zginął zamordowany przez swoich poddanych i Hui został proklamowany wodzem Murong. Niedługo później wybuchł konflikt pomiędzy nowym wodzem a jego starszym bratem, Murong Tuyuhunem. Tuyuhun był synem konkubiny, a nie jak Hui prawowitej małżonki Shigui i dlatego zgodnie z wolą ich ojca to młodszy z braci miał zostać jego następcą. Czując się zagrożony przez Hui Tuyuhun udał się na zachód i razem ze swoim ludźmi osiadł pomiędzy pasmem Yin Shan a Huang He, dając tym samym początek nowemu państwu. Po jego odejściu Hui miał ułożyć pieśń o stracie swojego brata.
Pierwsza dekada panowania Hui upłynęła głównie na atakach na sąsiednie królestwo Buyeo. W trakcie tych kampanii uprowadzono znaczną liczbę ludzi, którzy następnie zostali sprzedani Chińczykom jako niewolnicy bądź zostali osadzeni jako rolnicy pod kontrolą Murong. Jednocześnie po kilku nieudanych najazdach na Chiny w 289 Hui uznał zwierzchność cesarstwa Jin i w nagrodę otrzymał tytuł Generalnego Komendanta (都督, dudu) Xianbei, z zadaniem nadzorowania północno-zachodnich Chin. W tym samym czasie Murong znaleźli się w konflikcie z innymi plemionami Xianbei w regionie, Yuwen i Duan, i żeby spacyfikować to zagrożenie Hui zawarł sojusz z Duan, poślubiając córkę ich wodza, Jie. Urodziła ona Hui trzech synów, Huanga, Rena i Zhao.
Po zbliżeniu z Duan Hui powrócił na południowy zachód, na tereny niegdyś porzucone przez swojego ojca i w 294 założył nową stolicę w Dajicheng (dzis. Yixian) w dzisiejszej prowincji Liaoning, gdzie miało znajdować się miejsce pochówku Zhuanxu. Wiązało się to z początkiem oficjalnego wspierania rolnictwa i przejmowania różnych chińskich instytucji. Hui miał nawet prosić dwór Jin o krzewy morwy i jedwabniki. Ta polityka okazała się na tyle skuteczna, że w 301 Murong mogli wysłać zboże by ulżyć sąsiednim prowincjom Jin zrujnowanym przez powódź. Zboże zostało zebrane pod nadzorem chińskich urzędników zrekrutowanych by wspierali rozwój rolnictwa w państwie Murong.
Chińscy doradcy wzmocnili także armię Murong przez włączenie do niej chińskiej piechoty i specjalistów od maszyn oblężniczych. To z kolei pozwoliło na pokonanie Yuwen w 302 i ustanowienie stabilnego państwa, do którego uciekało wielu Chińczyków w sytuacji gdy na początku IV wieku Wielka Równina pogrążyła się w chaosie po wybuchu Rebelii Ośmiu Książąt i najazdach barbarzyńców, zakończonych upadkiem Zachodniej dynastii Jin w 316. W 308 Murong Hui ogłosił się wielkim chanyu, lecz jednocześnie niedługo po 313 przyjął od ostatniego cesarza Zachodniej dynastii Jin tytuł diuka (公, gong) Liaotung. "Te podwójne tytuły symbolizowały hybrydowy charakter państwa Murong, które od 322 zaczęło wchłaniać sąsiednie plemiona". 
W 321 pierwszy cesarz restaurowanej na południu Wschodniej dynastii Jin przyznał Hui cały szereg tytułów, włącznie z namiestnictwem (牧, mu) Liaotung. Było to dwa lata po tym jak Murong zdobyli ten region, zmuszając chińskiego regionalnego inspektora (刺史, cishi) do ucieczki do Goguryeo. W ten sposób podtrzymywano iluzję kontroli cesarstwa nad północno-zachodnimi Chinami, zaś Hui uzyskiwał potwierdzenie prawowitości swojej władzy, co miało szczególne znaczenie dla chińskich urzędników i osadników, których starał się przyciągnąć do swojego państwa. Hui miał również argumentować wobec przedstawicieli chińskich elit, iż założyciele starożytnych dynastii Xia i Zhou także początkowo nie byli Chińczykami i stąd biorąc pod uwagę okoliczności, nie ma powodów by mieć opory wobec służenia Murong. Wydaje się, iż "odwołując się do wspólnych politycznych przekonań i interesów reżimowi Murong udało się uzyskać zadziwiająco duży stopień identyfikacji i poparcia ze strony chińskiej populacji", przy jednoczesnym zachowaniu odrębnych struktur plemiennych Murong.
Murong Hui zmarł w 333, zaś jego następcą został jego trzeci syn, Murong Huang. Kiedy wnuk Murong Hui, Murong Jun, ogłosił się cesarzem, pośmiertnie nadał swojemu dziadkowi tytuł cesarza Wuxuan (武宣) i imię światynne Gaozu (高祖).